# Höhensicherung
Der Begriff Höhensicherung wird hauptsächlich bei Feuerwehren verwendet, die Absturzsicherung bzw. Persönliche Schutzausrüstung gegen Absturz (PSAgA) mit dem Gerätesatz Absturzsicherung nach DIN EN 14800-17 erweitert anwenden. In Regelwerken der DGUV oder Dienstvorschriften der Feuerwehr kommt der Begriff Höhensicherung allerdings nicht vor, er wird jedoch landläufig auch bei der Anwendung von PSAgA im betrieblichen Bereich verwendet. 

## Höhensicherung bei der Feuerwehr
Zur Erweiterung bei der Feuerwehr-Absturzsicherung wird der Gerätesatz Absturzsicherung bis 30 Meter Höhe verwendet. Weitere Anwendungen der seilunterstützten Arbeitsverfahren liegen bei der Höhenrettung (Spezielles Retten aus Höhen und Tiefen, SRHT). 
Bei der Anwendung des Gerätesatz Absturzsicherung ist ein planmäßiges freies Hängen im Seil auszuschließen.
Mit der zusätzlichen Verwendung des Gerätesatzes Auf- und Abseilgeräte nach der DIN EN 14800-16 darf diese Option wie folgt betrieben werden:
- Maximale Einsatzhöhe beträgt 30 Meter.
- Eine redundante Sicherung gegen Absturz (z. B. mit den Gerätesatz Absturzsicherung DIN EN 14800-17 oder Höhensicherungsgerät nach der DIN EN 360) ist bei Übungen und Einsätzen vorgeschrieben.
- Rettung von maximal einer Person durch einfache Rettungsmaßnahmen aus Höhen und Tiefen bis 30 m. Die Patientenbegleitung ist untersagt!
- Die Verwendung von umluftunabhängigen Atemschutzgeräten ist erlaubt.
- Es sind nur Auffanggurte mit Sitzgurt nach der DIN EN 361, 358 sowie 813 zu verwenden.
- Die Herstellerangaben des Auf- und Abseilgerätes sind zu beachten.

Sicherheitshinweise:
- Die Anwender müssen unterwiesen sein. Eine Wiederholungsunterweisung ist jährlich durchzuführen (DGUV Vorschrift 1 §4 und §31).
- Der Anschlagpunkt sowie der Umlenkpunkt (z. B. nach DIN EN 795/min.10kN) muss ausreichend dimensioniert sein.
- Eine schriftliche Gefährdungsbeurteilung z. B. beim Einsatz des Gerätesatzes Auf- und Abseilgeräte z. B. auf Hubrettungsfahrzeuge muss erstellt sein. (DGUV Vorschrift 1 §3 sowie DGUV Vorschrift 49)
- Bei Rettungsübungen aus Höhen oder Tiefen dürfen keine Personen auf Tragen einsetzt werden (DGUV Regel 105-049 §20 (1))
- Bei Übungen in Schächten, Behältern, Silo usw. muss das Vorhandensein von gesundheitsgefährdenden Stoffen ausgeschlossen sein.

Die Landesfeuerwehrschule Baden-Württemberg, (Bruchsal) hat einen Ausbildungleitfaden über Einfache Rettung aus Höhen und Tiefen herausgebracht.

## Gerätesatz Absturzsicherung
Der Gerätesatz Absturzsicherung ist ein Hilfsmittel für Feuerwehrarbeiten in absturzgefährdeten Bereichen. Die erstmals im Mai 2007 veröffentlichte deutsche Norm DIN 14800-17 enthält die Zusammenstellung eines Gerätesatzes Absturzsicherung mit Ausrüstungsteilen und Hilfsmitteln für die Feuerwehr. Zum Gerätesatz gehören Kernmanteldynamikseil, verschiedene Karabinerhaken, verschiedene Bandschlingen, Handschuhe, ein Auffang- und Sitzgurt und eine Nahbereichssicherung in Form eines Verbindungsmittels mit integriertem Falldämpfer (Y-Schlinge). Optional kann der Satz um eine Rettungsschlaufe Klasse B (Rettungsdreieck mit Schulterriemen) ergänzt werden.
Teilweise sind bei den Feuerwehren noch sogenannte Absturzsicherungssets mit einer minimalen Ausrüstung (Komplettgurt, Karabiner, Bandschlingen und Kernmantelseil) im Einsatz. Diese stammen häufig noch aus Zeiten vor der Normung des Gerätesatzes Absturzsicherung. Der Gerätesatz Absturzsicherung wird in einem Transportsack mit Rucksackbegurtung (Seesack) gelagert, der in einen Kasten nach DIN 14880 passen muss. Der Gerätesatz darf nur von in seiner Verwendung theoretisch und praktisch unterwiesenem Personal verwendet werden.